# Lanuéjols (Lozère)
 Lanuéjols  es una población y comuna francesa, en la región de Languedoc-Rosellón, departamento de Lozère, en el distrito de Mende y cantón de Mende-Sud.

## Demografía
| 636 | 332 | 572 | 591 | 654 | 643 | 643 | 601 | 531 | 581 | 504 | 482 | 510 | 535 | 537 | 506 | 507 | 502 | 508 | 507 | 392 | 341 | 351 | 331 | 270 | 384 | 259 | 240 | 220 | 182 | 189 | 208 |
| Para los censos de 1962 a 1999 la población legal corresponde a la población sin duplicidades (Fuente: INSEE [Consultar]) |     |     |     |     |     |     |     |     |     |     |     |     |     |     |     |     |     |     |     |     |     |     |     |     |     |     |     |     |     |     |     |